# Mario Duplantier
Mario François Duplantier (nascido em 19 de junho de 1981 em Bayonne, França) é um músico e artista francês mais conhecido como baterista da banda de death metal progressivo Gojira.

## Juventude
Mario Duplantier cresceu em Bayonne, no sudoeste da França, próximo ao País Basco, em uma família onde as artes desempenharam um papel significativo. Ele desenvolveu suas habilidades de desenho, pintura e música em um ambiente de liberdade e criatividade. Em 1996, Duplantier e seu irmão, Joe Duplantier, formaram a banda Gojira (anteriormente conhecida como "Godzilla").

## Carreira
Mario Duplantier é conhecido por suas linhas de bateria de precisão técnica e rítmica pesada com amplos sons de contrabaixo, sons de breakdowns de bateria e blast beats de pedal duplo. Os shows ao vivo de Gojira costuma apresentar seus solos de bateria como parte do set. Ocasionalmente, Mario toca guitarra durante shows ao vivo quando ele e seu irmão, Joe, trocam de lugar.
Ele foi coroado como o melhor baterista de metal moderno pela MetalSucks em abril de 2012. Ele foi eleito o melhor baterista no 2017 Loudwire Music Awards.

## Equipamento
Mario costuma usar bateria da marca Tama e pratos da marca Avedis Zildjian Company.
- Bateria – Tama Superstar Custom, Custom Charcoal (CCC)[4]
  - 18"x22" Bass Drum (SLB22E)
  - 18"x22" Bass Drum (SLB22E)
  - 5.5"x14" Snare Drum (SLS55)
  - 10"x13" Tom Tom (SLT13A)
  - 11"x14" Tom Tom (SLT14A)
  - 16"x16" Floor Tom (SLT16A)
  - 5.5"x14" Snare Drum (SLS55)
  - 5.5"x14" Snare Drum (SLS55)
- Pratos – Zildjian
  - 13" A Custom Hi-Hats
  - 21" Z Custom Mega Bell Ride
  - 18" A Custom Projection Crash
  - 19" A Custom Projection Crash
  - 20" A Custom Projection Crash
  - 10" A Custom Splash
  - 20" A Custom China (x2)
- Outros
  - Tama Mario Duplantier Signature Sticks
  - DW 5000 Pedals
  - Ddrum Triggers[5]

## Discografia

### Gojira
Demos
- Victim (como Godzilla) (1996)
- Possessed (como Godzilla) (1997)
- Saturate (comoGodzilla) (1999)
- Wisdom Comes (como Godzilla) (2000)

EPs
- Maciste All'Inferno (Gojira) (2003)
- End of Time (Gojira) (2012)

Álbuns de estúdio
- Terra Incognita (2001)
- The Link (2003)
- From Mars to Sirius (2005)
- The Way of All Flesh (2008)
- L'Enfant Sauvage (2012)
- Magma (2016)
- Fortitude (2021)

### Empalot
- Brout (demo, 1999)
- Tous aux Cèpes (2002)
- Empalot en Concert (live, 2004)